# Orbcomm
Orbcomm to przedsiębiorstwo telekomunikacyjne mające swoją siedzibę w Dulles w stanie Wirginia. Przedsiębiorstwo dysponuje siecią do przesyłu danych drogą satelitarną, która swoim zasięgiem obejmuje prawie całą powierzchnię Ziemi w tym dużą część obszarów podbiegunowych. Przesyłane są dane w formie tekstowej. Główne zastosowania to śledzenie kontenerów, położenia maszyn i przesył pomiarów zbieranych automatycznie.

## Satelity
System Orbcomm opiera się na 30 małych sztucznych satelitach, okrążających Ziemię na wysokości ok. 800 km (Low Earth Orbit). Satelity otrzymują dane bezpośrednio z małych nadajników i przesyłają je do odbiornika lub  przez odpowiednią bramę do internetu (E-Mail lub X.400). Orbcomm gwarantuje, że 90% wiadomości dociera do adresata w ciągu 6 minut.
Satelity telekomunikacyjne o mocy 160 W mają masę ok. 45 kg. Na orbitę są wynoszone przez rakiety Pegasus odpalane z samolotów.

## Uplink i downlink
Do przesyłania danych używane jest pasmo VHF – ok. 137 MHz oraz ok. 150 MHz. Prędkość przesyłu danych w kierunku do satelity (uplink) wynosi 4,8 kbit/s, w odwrotnym kierunku (downlink) – 2,4 kbit/s (modulowany fazowo).